# Diclidurus ingens
Diclidurus ingens is een zoogdier uit de familie van de schedestaartvleermuizen (Emballonuridae). De wetenschappelijke naam van de soort werd voor het eerst geldig gepubliceerd door Hernandez-Camacho in 1955.